# Tigridia amatlanensis
Tigridia amatlanensis là một loài thực vật có hoa trong họ Diên vĩ. Loài này được Aarón Rodr. & García-Mend. mô tả khoa học đầu tiên năm 2004.